# Emily Harvie Thomas Tubman
 Emily Harvie Thomas Tubman  (* 21. März 1794 in Ashland (Virginia); † 9. Juni 1885) war eine US-amerikanische Philanthropin. Sie war die Gründerin der ersten öffentlichen Highschool für Mädchen in Augusta, Georgia.

## Leben und Werk
Thomas Tubman wurde als Emily Harvie Thomas als Tochter von Edmund Thomas und Anne Thomas geboren.  1798 zog ihre Familie nach Kentucky und sie verbrachte einen Großteil ihrer Kindheit in Frankfort (Kentucky).  1804 starb ihr Vater, und Henry Clay, ein Freund der Familie, wurde ihr gesetzlicher Vormund. 1818 zog sie nach Augusta und heiratete Richard Tubman, einen Engländer aus Maryland mit umfangreichem Grundbesitz in Georgia. 1836 verstarb ihr Ehemann und sie war für das große Anwesen und die umfangreichen Grundstücke verantwortlich. Ihr Bruder, der Anwalt Landon Thomas, unterstützte sie bei dem Erwerb von Kenntnissen in Wirtschaft und Recht, so dass sie das Erbe um mehr als das Zweifache vergrößerte.

### Verwaltung des Nachlasses von Richard Tubman
Die University of Georgia sollte aus dem Nachlass ein Geschenk in Höhe von 10.000 US-Dollar unter der Bedingung bekommen, dass der Gesetzgeber in Georgia die Freilassung der Sklaven von Richard Tubman erlaubte. Da der Gesetzgeber sich jedoch weigerte dies zuzulassen, wurde das Geschenk nicht gemacht. Thomas Tubman bat ihren Freund und Mentor Henry Clay, der Präsident der American Colonization Society war, um Rat. Diese Gesellschaft war gegründet worden, um geeignete Orte in Afrika zu finden, an denen Ex-Sklaven sicher leben konnten. Sie bot den 144 Sklaven ihres Ehemanns an, dass sie für ihre Überfahrt nach Liberia bezahlen würde oder sie könnten bei ihr bleiben. Wenn sie blieben, würden für sie einzelnen Parzellen errichtet und Löhne für die Landwirtschaft gezahlt. 69 nahmen das Angebot für eine Überfahrt an und sie bezahlte die Kosten in Höhe von 6000 USD. Eine Stadt im Maryland County in Liberia wurde zu ihren Ehren Tubman genannt. Ein Enkel von zwei ihrer ehemaligen Sklaven, William Tubman, war von 1944 bis 1971 der 19. Präsident Liberias.

### Tätigkeit im kirchlichen Bereich
1828 wurde sie im Kentucky River getauft von dem Baptistenprediger Silas M. Noel, der ein erbitterter Feind der christlichen Bewegung war. Sie schloss sich jedoch weder der Baptistenkirche noch der Bischofskirche an. Sie war beeindruckt von den Ansichten von Alexander Campbell und seiner Vision einer neutestamentlichen Kirche und wurde Gründungsmitglied der Ersten Christlichen Kirche von Augusta und war Sommermitglied der Ersten Christlichen Kirche in Frankfort. Sie stellte Mittel für den Bau zahlreicher christlicher Kirchen in Georgia bereit, darunter in Augusta, Atlanta, Athens (Georgia), Savannah (Georgia) und Sandersville. Sie bezahlte nicht nur die Gebäude, sondern auch das Gehalt der Pastoren, als diese neuen Kirchen gegründet wurden.

### Soziale Projekte
Sie unterstützte den Aufbau und die Ausstattung christlicher Hochschulen und gründete 1874 ein öffentliches Gymnasium für Mädchen: die heutige Tubman Middle School in Augusta. Sie baute preiswerte Wohnungen für die Witwen der Soldaten, die nach dem Bürgerkrieg mittellos waren.  Kurz vor ihrem Tod übergab sie der Foreign Christian Missionary Society ein Geschenk in Höhe von 30.000 US-Dollar.
Sie war Aktionärin der Georgia Railroad und stellte einen kostenlosen Transport für konföderierte Soldaten bereit. Sie unterstützte die Restaurierung von Mount Vernon in Virginia und war Hauptaktionärin des Produktionsunternehmens von John Pendleton King.

## Ehrungen
1994 wurde sie in die Georgia Women of Achievement aufgenommen und die Stadt Augusta enthüllte eine Statue von ihr in der Nähe der First Christian Church.